# Naszvadi Judith
Naszvadi Judith (Székesfehérvár, 1984. január 29. –) novellista, költő, szociális munkás. Irodalmi munkásságát alapvetően meghatározza szociális szakemberként szerzett tapasztalata. Elsősorban az emberi szerepek és történetek érdeklik. Alkotói önmeghatározása szerint mindig a mozgatórugókat keresi és szeretné minél több nézőpontból láttatni azokat.

## Életrajz
Szülei Naszvadi Gábor szerkesztő, műfordító és Várnai Terézia korrektor. Édesapja korai halála után édesanyjával fővárosi albérletekben éltek, gyakran költöztek. Középiskolás korára sikerült megállapodniuk Kőbányán. A budapesti Szent István Gimnáziumban érettségizett 2002-ben, majd egy évet járt az Eötvös Loránd Tudományegyetem magyar szakára, amit otthagyott. Később elvégezte az ELTE szociális munka szakát. Szociális szakemberként főként középsúlyos értelmi fogyatékos felnőttekkel és idős emberekkel foglalkozott. 2016-tól egy Bács-Kiskun megyei tanyán élt családjával, ahol kecskéket tenyésztett, kipróbálta a városi létből elvonult életformát is.
2020 óta Tasson, falusi környezetben él és alkot.
Kétszer házasodott, első férje Horváth Krisztián. 2021 óta Kis Gábor felesége. Két gyermeke van (Botond és Nándor).[forrás?]

## Alkotói munka
Kisiskolás kora óta készült irodalmi pályára. Elsős korában kért az édesanyjától egy füzetet, és abba kezdte el másolni a kedvenc verseit. Később saját költeményeket is alkotott, iskolaújságba írt, majd irodalmi pályázatokon is indult. 2002-ben harmadik lett a Magyar Írószövetség és a Diákújságírók Egyesületének közös pályázatán. 2007-ben riportjaival különdíjat nyert a Múzeum 1956 Emlékére Közhasznú Alapítvány pályázatán. Antológiákban, saját közösségi oldalon való megjelenés után 2016-ban jelent meg az első riportkönyve A mi '56-unk címmel, mely Aranykönyv TOP10-es elismerésben részesült. Az elkövetkező években a példaképek történetét bemutató riportkönyv, A mi Múzsánk is Aranykönyv TOP10-es helyezést ért el, majd az írónő 2020-ban Dugonics András irodalmi díjban részesült ismeretterjesztő kategóriában.
2021-ben Kőrösi Papp Kálmán festőművésszel közös projektben a Mélyről című kisregénnyel jelentkezett. Rendszeres vendége irodalmi esteknek, és tart rendhagyó történelemórát diákoknak.

## Művei
- Naszvadi Judith – Kőrösi Papp Kálmán: Mélyről – soroksári történet. 2021, Szülőföld Kiadó
- Összekuszált szerelmek. 2019, magánkiadás
- A mi Múzsánk. 2017, Ad Librum Kiadó
- A mi '56-unk. 2016, Figyelem Kiadó[10]